# Іоасаф (Лелюхін)
Іоасаф Лелюхін (офіційно Віталій Михайлович Лелюхін; 28 квітня 1903, село Дубасіщі, Єльнінський повіт, Смоленська губернія — 24 квітня 1966) — священнослужитель УАПЦ 1942—1944; єпископ Російської православної церкви, митрополит Київський і Галицький Московської патріархії, Екзарх України.
У 1920-х — обновленський священик.

## Біографія
Народився в сім'ї православного священика села Дубасіщі Єльницького повіту Смоленської губернії.
Закінчив Вяземське духовне училище і Смоленську духовну семінарію, в 1919-1920 роках вступає в Смоленський державний університет, але важке матеріальне становище численної родини батька змушує його залишити заняття і вступити на цивільну службу.
Заочно вчився в Харківському відділенні Московського інституту зв'язку.
Перебував у Обновленські Церкві, там висвячений на священика обновленцями.
З початком міжсоюзницької війни Німеччини та СССР залишився на території України, взявши участь у відновлення Церкви на звільнених від комуністів територіях. 15 серпня 1942 архієрей УАПЦ Геннадій (Шиприкевич) заново висвятив цього російського обновленця на диякона, а 16 серпня — заново на священика Дніпропетровської єпархії УАПЦ.
З 1942 року служив у храмах Дніпропетровської області та Дніпропетровська.
1950 році — настоятель Миколаївського молитовного будинку села Амур у Дніпропетровську, потім був священиком Троїцького кафедрального собору та секретарем Дніпропетровського Єпархіального Управління РПЦ.
1957 році — секретар архієпископа Дніпропетровського і Запорізького.
1958 пострижений у чернецтво з ім'ям Іоасафа і зведений у сан архімандрита.
17 серпня 1958 хіротонізований на єпископа Сумського і Охтирського Московської патріархії.
З 21 травня 1959 року — єпископ Дніпропетровський і Запорізький РПЦ МП. Прийняв єпархію з 286 діючими парафіями, залишив у Дніпропетровській єпархії менше сорока парафій. Уповноважений у справах релігій у своєму звіті за 1959 рік писав:
| Про те, що правлячий єпископ прислухається до наших порад і не прагне зміцнювати засади Церкви, говорять і такі факти: у червні, коли мною на прийомі було усно оголошено Іоасафу про рішення з питання закриття Тихвинського жіночого монастиря в Дніпропетровську, він у веселому тоні заявив: «Давно б треба було ліквідувати це кодло». / … / В серпні 1959 р. в м. Дніпропетровську закрито жіночий монастир, протягом року закрито 21 церкву і чернечий дім. / … / Запитань до Ради у мене немає, але є прохання до поради про те, що якщо у випадку патріарх обрушиться на єпископа Іоасафа за велику кількість закритих церков і молитовних будинків, підтримати Іоасафа, тому що він все для нас робить, але тільки боїться, щоб патріарх його не покарав ". |
З 14 серпня 1961 року — єпископ Вінницький і Брацлавський РПЦ МП.
12 січня 1962 йому було доручено тимчасове управління Хмельницькою єпархією РПЦ МП.
Навесні 1962 єпископ Іоасаф супроводжував Патріарха РПЦ Алексія в його агентурній поїздці по Югославії, Болгарії та Румунії, яка була закамуфльована під релігійний візит.
25 лютого 1964 возведений у сан архієпископа і нагороджений правом носіння хреста на клобуку.
З 30 березня 1964 року — митрополит Київський і Галицький, Екзарх України та постійний член Священного Синоду.
У жовтні 1964 року очолював делегацію Російської Православної Церкви на урочистостях в Празі, з нагоди інтронізації Митрополита Празького і всієї Чехословаччини Дорофея.
З 1965 КГБ СССР зробило його членом Товариства культурних зв'язків з українцями за кордоном.
З 5 лютого по 25 травня тимчасово керував Луганською єпархією РПЦ МП.
Помер 24 квітня 1966.